# Piazza Carlo Felice

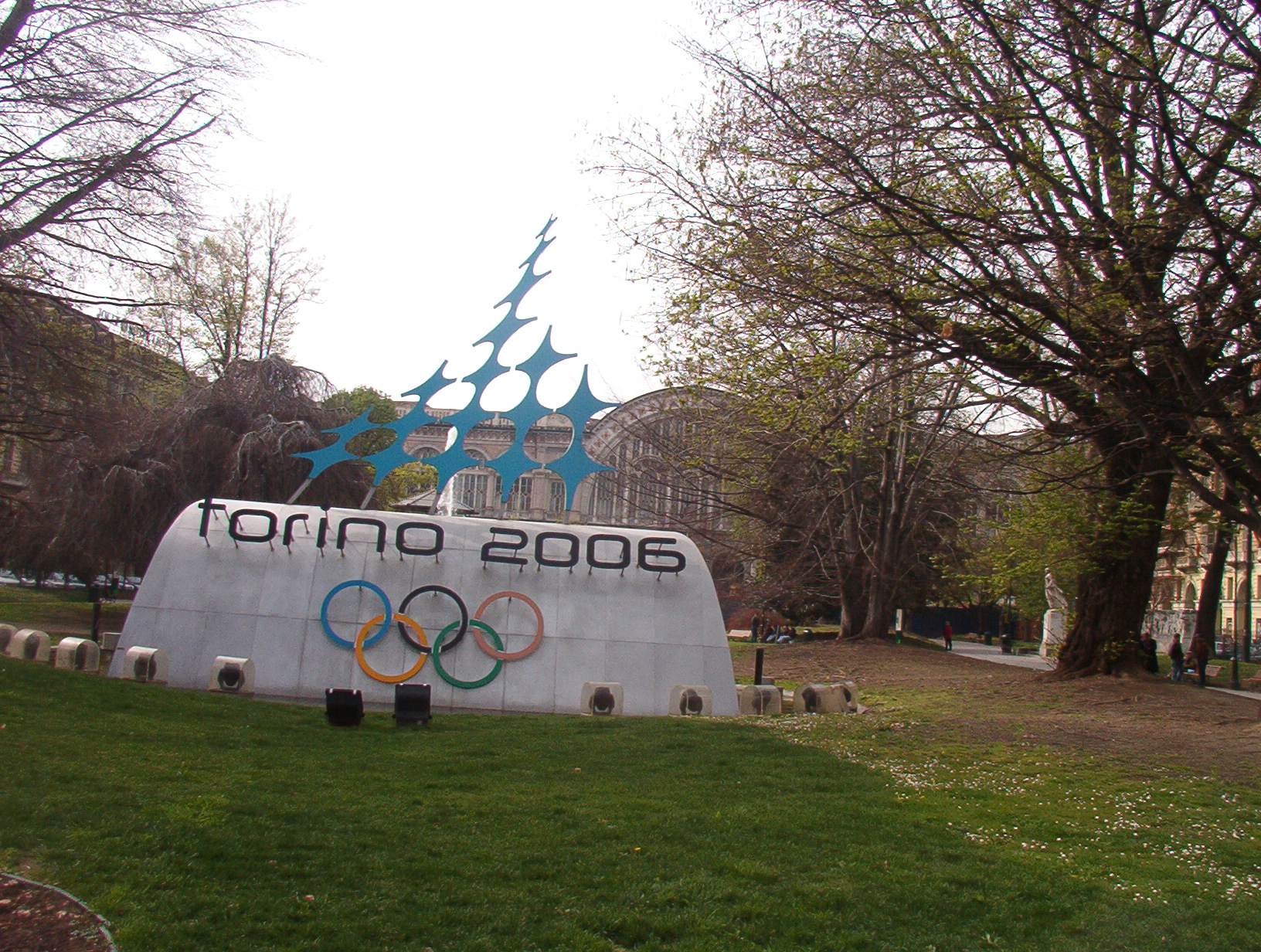
Piazza Carlo Felice

Piazza Carlo Felice – plac w centralnej części Turynu na południe od zabytkowego śródmieścia miasta. Piazza Carlo Felice znajduje się przy Corso Vittorio Emanuele II naprzeciwko dworca kolejowego Torino Porta Nuova. Pod placem znajduje się przystanek turyńskiego metra – Porta Nuova.